# Lijst van planetoïden 19801-19900
Dit is een lijst van planetoïden 19801-19900. Voor de volledige lijst zie de lijst van planetoïden.
Stand per 21 maart 2022. Afgeleid uit data gepubliceerd door het Minor Planet Center.
| Naam                 | Voorlopige naamgeving | Datum ontdekking  | Ontdekker                                              |
| -------------------- | --------------------- | ----------------- | ------------------------------------------------------ |
| (19801) Karenlemmon  | 2000 RZ4              | 1 september 2000  | LINEAR                                                 |
| (19802) -            | 2000 RD72             | 2 september 2000  | LINEAR                                                 |
| (19803) -            | 2000 RX90             | 3 september 2000  | LINEAR                                                 |
| (19804) -            | 2000 RY103            | 6 september 2000  | LINEAR                                                 |
| (19805) -            | 2000 SR11             | 24 september 2000 | K. Korlević                                            |
| (19806) Domatthews   | 2000 SX1              | 20 september 2000 | LINEAR                                                 |
| (19807) -            | 2000 SE16             | 23 september 2000 | LINEAR                                                 |
| (19808) Elainemccall | 2000 SN5              | 24 september 2000 | LINEAR                                                 |
| (19809) Nancyowen    | 2000 SC6              | 24 september 2000 | LINEAR                                                 |
| (19810) Partridge    | 2000 SP2              | 24 september 2000 | LINEAR                                                 |
| (19811) Kimperkins   | 2000 SY4              | 24 september 2000 | LINEAR                                                 |
| (19812) -            | 2000 SG119            | 24 september 2000 | LINEAR                                                 |
| (19813) Ericsands    | 2000 SF1              | 24 september 2000 | LINEAR                                                 |
| (19814) -            | 2000 ST124            | 24 september 2000 | LINEAR                                                 |
| (19815) Marshasega   | 2000 ST7              | 24 september 2000 | LINEAR                                                 |
| (19816) Wayneseyfert | 2000 SO8              | 24 september 2000 | LINEAR                                                 |
| (19817) Larashelton  | 2000 SK5              | 24 september 2000 | LINEAR                                                 |
| (19818) Shotwell     | 2000 SB0              | 24 september 2000 | LINEAR                                                 |
| (19819) -            | 2000 SQ152            | 24 september 2000 | LINEAR                                                 |
| (19820) Stowers      | 2000 ST3              | 24 september 2000 | LINEAR                                                 |
| (19821) Caroltolin   | 2000 SU4              | 24 september 2000 | LINEAR                                                 |
| (19822) Vonzielonka  | 2000 SK9              | 23 september 2000 | LINEAR                                                 |
| (19823) -            | 2000 SD170            | 24 september 2000 | LINEAR                                                 |
| (19824) -            | 2000 SL176            | 28 september 2000 | LINEAR                                                 |
| (19825) -            | 2000 SN179            | 28 september 2000 | LINEAR                                                 |
| (19826) Patwalker    | 2000 SX2              | 24 september 2000 | LINEAR                                                 |
| (19827) -            | 2000 SN212            | 25 september 2000 | LINEAR                                                 |
| (19828) -            | 2000 SB214            | 25 september 2000 | LINEAR                                                 |
| (19829) -            | 2000 SH217            | 26 september 2000 | LINEAR                                                 |
| (19830) -            | 2000 SC218            | 26 september 2000 | LINEAR                                                 |
| (19831) -            | 2000 SV225            | 27 september 2000 | LINEAR                                                 |
| (19832) -            | 2000 SS226            | 27 september 2000 | LINEAR                                                 |
| (19833) Wickwar      | 2000 SA0              | 28 september 2000 | LINEAR                                                 |
| (19834) -            | 2000 SO238            | 26 september 2000 | LINEAR                                                 |
| (19835) Zreda        | 2000 SQ2              | 24 september 2000 | LINEAR                                                 |
| (19836) -            | 2000 SC270            | 27 september 2000 | LINEAR                                                 |
| (19837) -            | 2000 SE271            | 27 september 2000 | LINEAR                                                 |
| (19838) -            | 2000 SA273            | 28 september 2000 | LINEAR                                                 |
| (19839) -            | 2000 SW275            | 28 september 2000 | LINEAR                                                 |
| (19840) -            | 2000 SB280            | 27 september 2000 | LINEAR                                                 |
| (19841) -            | 2000 SO280            | 30 september 2000 | LINEAR                                                 |
| (19842) -            | 2000 SU298            | 28 september 2000 | LINEAR                                                 |
| (19843) -            | 2000 SM309            | 30 september 2000 | LINEAR                                                 |
| (19844) -            | 2000 ST317            | 30 september 2000 | LINEAR                                                 |
| (19845) -            | 2000 SY319            | 27 september 2000 | LINEAR                                                 |
| (19846) -            | 2000 SN327            | 30 september 2000 | LINEAR                                                 |
| (19847) -            | 2000 ST339            | 25 september 2000 | Spacewatch                                             |
| (19848) Yeungchuchiu | 2000 TR               | 2 oktober 2000    | W. K. Y. Yeung                                         |
| (19849) -            | 2000 TL18             | 1 oktober 2000    | LINEAR                                                 |
| (19850) -            | 2000 TQ25             | 2 oktober 2000    | LINEAR                                                 |
| (19851) -            | 2000 TD42             | 1 oktober 2000    | LINEAR                                                 |
| (19852) Jamesalbers  | 2000 TT58             | 2 oktober 2000    | LONEOS                                                 |
| (19853) Ichinomiya   | 2000 TL60             | 2 oktober 2000    | LONEOS                                                 |
| (19854) -            | 2000 UV5              | 19 oktober 2000   | Spacewatch                                             |
| (19855) Borisalexeev | 2000 UE6              | 24 oktober 2000   | LINEAR                                                 |
| (19856) -            | 2000 UP8              | 24 oktober 2000   | LINEAR                                                 |
| (19857) Amandajane   | 2000 UC1              | 19 oktober 2000   | L. Robinson                                            |
| (19858) -            | 2000 UT18             | 25 oktober 2000   | LINEAR                                                 |
| (19859) -            | 2000 UK22             | 24 oktober 2000   | LINEAR                                                 |
| (19860) Anahtar      | 2000 UB2              | 24 oktober 2000   | LINEAR                                                 |
| (19861) Auster       | 2000 US9              | 24 oktober 2000   | LINEAR                                                 |
| (19862) -            | 2556 P-L              | 24 september 1960 | C. J. van Houten, I. van Houten-Groeneveld, T. Gehrels |
| (19863) -            | 2725 P-L              | 24 september 1960 | C. J. van Houten, I. van Houten-Groeneveld, T. Gehrels |
| (19864) -            | 2775 P-L              | 24 september 1960 | C. J. van Houten, I. van Houten-Groeneveld, T. Gehrels |
| (19865) -            | 2825 P-L              | 24 september 1960 | C. J. van Houten, I. van Houten-Groeneveld, T. Gehrels |
| (19866) -            | 4014 P-L              | 24 september 1960 | C. J. van Houten, I. van Houten-Groeneveld, T. Gehrels |
| (19867) -            | 4061 P-L              | 24 september 1960 | C. J. van Houten, I. van Houten-Groeneveld, T. Gehrels |
| (19868) -            | 4072 P-L              | 24 september 1960 | C. J. van Houten, I. van Houten-Groeneveld, T. Gehrels |
| (19869) -            | 4202 P-L              | 24 september 1960 | C. J. van Houten, I. van Houten-Groeneveld, T. Gehrels |
| (19870) -            | 4780 P-L              | 24 september 1960 | C. J. van Houten, I. van Houten-Groeneveld, T. Gehrels |
| (19871) -            | 6058 P-L              | 24 september 1960 | C. J. van Houten, I. van Houten-Groeneveld, T. Gehrels |
| (19872) Chendonghua  | 6097 P-L              | 24 september 1960 | C. J. van Houten, I. van Houten-Groeneveld, T. Gehrels |
| (19873) Chentao      | 6632 P-L              | 24 september 1960 | C. J. van Houten, I. van Houten-Groeneveld, T. Gehrels |
| (19874) Liudongyan   | 6775 P-L              | 24 september 1960 | C. J. van Houten, I. van Houten-Groeneveld, T. Gehrels |
| (19875) Guedes       | 6791 P-L              | 24 september 1960 | C. J. van Houten, I. van Houten-Groeneveld, T. Gehrels |
| (19876) -            | 7637 P-L              | 22 oktober 1960   | C. J. van Houten, I. van Houten-Groeneveld, T. Gehrels |
| (19877) -            | 9086 P-L              | 17 oktober 1960   | C. J. van Houten, I. van Houten-Groeneveld, T. Gehrels |
| (19878) -            | 1030 T-1              | 25 maart 1971     | C. J. van Houten, I. van Houten-Groeneveld, T. Gehrels |
| (19879) -            | 1274 T-1              | 25 maart 1971     | C. J. van Houten, I. van Houten-Groeneveld, T. Gehrels |
| (19880) -            | 2247 T-1              | 25 maart 1971     | C. J. van Houten, I. van Houten-Groeneveld, T. Gehrels |
| (19881) -            | 2288 T-1              | 25 maart 1971     | C. J. van Houten, I. van Houten-Groeneveld, T. Gehrels |
| (19882) -            | 3024 T-1              | 26 maart 1971     | C. J. van Houten, I. van Houten-Groeneveld, T. Gehrels |
| (19883) -            | 4058 T-1              | 26 maart 1971     | C. J. van Houten, I. van Houten-Groeneveld, T. Gehrels |
| (19884) -            | 4125 T-1              | 26 maart 1971     | C. J. van Houten, I. van Houten-Groeneveld, T. Gehrels |
| (19885) -            | 4283 T-1              | 26 maart 1971     | C. J. van Houten, I. van Houten-Groeneveld, T. Gehrels |
| (19886) -            | 1167 T-2              | 29 september 1973 | C. J. van Houten, I. van Houten-Groeneveld, T. Gehrels |
| (19887) -            | 1279 T-2              | 29 september 1973 | C. J. van Houten, I. van Houten-Groeneveld, T. Gehrels |
| (19888) -            | 2048 T-2              | 29 september 1973 | C. J. van Houten, I. van Houten-Groeneveld, T. Gehrels |
| (19889) -            | 2304 T-2              | 29 september 1973 | C. J. van Houten, I. van Houten-Groeneveld, T. Gehrels |
| (19890) -            | 3042 T-2              | 30 september 1973 | C. J. van Houten, I. van Houten-Groeneveld, T. Gehrels |
| (19891) -            | 3326 T-2              | 25 september 1973 | C. J. van Houten, I. van Houten-Groeneveld, T. Gehrels |
| (19892) -            | 4128 T-2              | 29 september 1973 | C. J. van Houten, I. van Houten-Groeneveld, T. Gehrels |
| (19893) -            | 4524 T-2              | 30 september 1973 | C. J. van Houten, I. van Houten-Groeneveld, T. Gehrels |
| (19894) -            | 5124 T-2              | 25 september 1973 | C. J. van Houten, I. van Houten-Groeneveld, T. Gehrels |
| (19895) -            | 5161 T-2              | 25 september 1973 | C. J. van Houten, I. van Houten-Groeneveld, T. Gehrels |
| (19896) -            | 5366 T-2              | 30 september 1973 | C. J. van Houten, I. van Houten-Groeneveld, T. Gehrels |
| (19897) -            | 1097 T-3              | 17 oktober 1977   | C. J. van Houten, I. van Houten-Groeneveld, T. Gehrels |
| (19898) -            | 1177 T-3              | 17 oktober 1977   | C. J. van Houten, I. van Houten-Groeneveld, T. Gehrels |
| (19899) -            | 1188 T-3              | 17 oktober 1977   | C. J. van Houten, I. van Houten-Groeneveld, T. Gehrels |
| (19900) -            | 2172 T-3              | 16 oktober 1977   | C. J. van Houten, I. van Houten-Groeneveld, T. Gehrels |